# Otiorhynchus morio
Otiorhynchus morio — вид долгоносиков-скосарей из подсемейства Entiminae.

## Распространение
Ареал вида простирается от Пиренеев на западе через Альпы до Карпат и в Юго-Восточную Европу. В Германии жуки встречаются в предгорьях Альп и в различных низких горных цепях. На севере ареал простирается до Англии, Дании и Прибалтики.

## Описание
Жук длиной 10-14 мм. Имеет блестящий чёрный окрас. Переднеспинка не длиннее ширины на основании, на диске в редких точках. На надкрыльях имеются точечные ряды, обычно неуглублённые в бороздки.

## Подвиды
- Otiorhynchus morio diversesculptus Pic, 1920
- Otiorhynchus morio estrellaiensis Zumpt, 1934
- Otiorhynchus morio morio (Fabricius, 1781)
- Otiorhynchus morio navaricus Gyllenhal, 1834
- Otiorhynchus morio nigripedes F. Solari, 1940
- Otiorhynchus morio sublaevigatus Reitter, 1913